# Вонджон (ван Чосону)
Вонджон (кор. 원종, трансліт. 元 宗, латиніз. Wonjong) — принц корейської держави Чосон . Вонджон не був правлячим ваном, але в період правління свого сина  Інджо він був удостоєний храмового імені та посмертних титулів в ранзі справжнього вана . До «вступу на престол» носив титули Чонвон-гун (1587), Тевонгун (1623), ван (1627) .
Особисте ім'я — Пу (кор. 부, трансліт. 琈, латиніз. Bu).
Посмертні титули — Коннян-теван, Чанхьо-теван .